# ژان ایو موتو
ژان ایو موتو (انگلیسی: Jean-Yves Mvoto؛ زادهٔ ۶ سپتامبر ۱۹۸۸) بازیکن فوتبال اهل فرانسه است.
از باشگاه‌هایی که در آن بازی کرده‌است می‌توان به باشگاه فوتبال اولدهام اتلتیک، باشگاه فوتبال زاویشا بیدگوشچ، باشگاه فوتبال بارنزلی، باشگاه فوتبال ساوتند یونایتد، باشگاه فوتبال پاری سن ژرمن، باشگاه فوتبال ساندرلند، و باشگاه فوتبال لیتون اورینت اشاره کرد.